# 테오베르토 말러

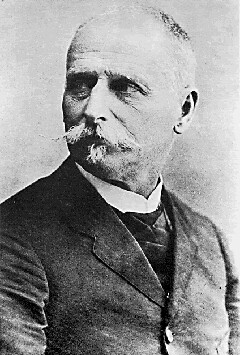

테오베르토 말러(Teoberto Maler, 1842년 1월 12일 ~ 1917년 11월 22일)는 마야 문명의 유적을 문서화하는 일에 헌신하였던 탐험가이다. 독일의 부모에게서 로마에서 태어났다. 말러는 사진술과 메소아메리카의 골동품에 관심으르 보였다. 1876년 미틀라의 구조물의 세세한 사진을 찍었다. 이듬해 여름에 산크리스토발데라스카사스로 건너가서 7월 팔렝케의 유적지를 방문했다.